# Yolanda Hadid
Yolanda Johanna Jacoba van den Herik (korábban Yolanda Foster, közismert nevén Yolanda Hadid; Papendrecht, 1964. január 11. –)  holland származású amerikai televíziós személyiség, egykori modell, a The Real Housewives of Beverly Hills amerikai sorozat szereplője. Ismertségét mégis három gyermekének, a nemzetközileg elismert modellként dolgozó Giginek, Bellának és Anwarnak köszönheti.

## Gyermekkora
Yolanda van den Herik a hollandiai Papendrechtben született és nevelkedett keresztény családban. Van egy testvére, akit Leónak hívnak. Yolanda 7 éves volt, amikor édesapja autóbalesetben meghalt.

## Karrierje
Egy holland tervező, Frans Molenaar kérte fel őt, hogy szerepeljen egy divatbemutatóján, ahol Eileen Ford felfedezte őt. Ford leszerződtette őt modellügynökségéhez. Ezt követően Yolanda 15 éven keresztül modellkedett, többek között Párizsban, Milánóban, Sydneyben, Fokvárosban, Tokióban, New Yorkban, Los Angelesben, és Hamburgban. Miután megismerkedett későbbi férjével, Mohamed Hadid ingatlanfejlesztővel, 1994-ben Los Angelesbe költöztek, hogy ott alapítsanak családot.
Gyermekei modellkarrierjének nemzetközi sikere után Yolanda is felkapott szereplője lett az amerikai társasági életnek. 2017-ben publikáltatta memoárját Believe Me: My Battle with the Invisible Disability of Lyme Disease címmel . 2018. január 11-től elindult saját valóságshowja a Lifetime csatornán Making a Model with Yolanda Hadid címmel.

## Magánélete
Yolanda 1994-ben házasodott össze Mohamed Hadiddal, de 2000-ben elváltak. Három gyermekük született:
- Jelena "Gigi" Hadid (1995. április 23. –)
- Isabella "Bella" Hadid (1996. október 9. –)
- Anwar Hadid (1999. június 22. –)

Második férje David Foster zenész-producer volt, aki 2010 karácsonyán jegyezte el őt. A pár 2011. november 11-én házasodott össze Beverly Hillsben.
2012-ben Lyme-kórt diagnosztizáltak nála, életének ezen szakaszát végigkísérte a The Real Housewives of Beverly Hills című televíziós műsor. 2012 decemberében megerősítette, hogy egy karjába implantált eszköz segít neki a krónikus betegségében, melyet 2013 áprilisában eltávolított. 2015 januárjában közölte, hogy a betegsége megakadályozta az olvasásban, az írásban, illetve a TV nézésben is.
2015. december 1-jén Yolanda bejelentette, hogy válófélben van második férjével, David Fosterrel, s hivatalosan 2017 májusában ért véget a házasságuk.

## Filmográfia
| Év        | Televíziós produkció                 | Szerep    | Megjegyzés                     |
| --------- | ------------------------------------ | --------- | ------------------------------ |
| 1991      | 1st & Ten                            | Betty Ann | 7. évad 15. rész               |
| 2011-2012 | Nederlandse Hollywood Vrouwen        | önmaga    | állandó szereplő               |
| 2012-2016 | The Real Housewives of Beverly Hills | önmaga    | állandó szereplő               |
| 2013      | Vanderpump Rules                     | önmaga    | 2. évad 1. rész                |
| 2014      | The Real Housewives of New York City | önmaga    | 6. évad 6. rész                |
| 2017      | Project Runway                       | önmaga    | 3 rész erejéig szerepelt benne |
| 2018      | Making a Model with Yolanda Hadid    | önmaga    | 8 rész erejéig szerepelt benne |

### Videóklipek
| Év   | Zenei produkció | Előadó    | Szerep                                                  |
| ---- | --------------- | --------- | ------------------------------------------------------- |
| 2014 | G.U.Y.          | Lady Gaga | The Real Housewives of Beverly Hills együttesének tagja |

## Fordítás
- Ez a szócikk részben vagy egészben  a   Yolanda Hadid című angol Wikipédia-szócikk fordításán alapul.  Az eredeti cikk szerkesztőit annak laptörténete sorolja fel. Ez a jelzés csupán a megfogalmazás eredetét és a szerzői jogokat jelzi, nem szolgál a cikkben szereplő információk forrásmegjelöléseként.